# Kevin Richard Kregel
Kevin Richard Kregel (*16. září 1956 v Amityville, stát New York, USA), americký důstojník, pilot a kosmonaut. Ve vesmíru byl čtyřikrát.

## Život

### Studium a zaměstnání
Absolvoval střední školu Amityville Memorial High School v rodném městě a pak pokračoval ve studiu na vojenské letecké akademii USAF Acedemy. Ukončil jej v roce 1978. Později zvládl i školu zkušebních pilotů na základně Patuxent River. Jako vojenský pilot pracoval na řadě míst až do roku 1992.
Oženil se s Jeanne, rozenou Kammerovou.
Od roku 1992 byl po zaškolení členem jednotky kosmonautů v Houstonu u NASA.

### Lety do vesmíru
Na oběžnou dráhu se v raketoplánech dostal čtyřikrát a strávil ve vesmíru 52 dní, 18 hodin a 21 minut. Byl 327 člověkem ve vesmíru.
- STS-70 Discovery (13. července 1995 – 22. července 1995), pilot
- STS-78 Columbia (20. června 1996 – 7. července 1996), pilot
- STS-87 Columbia (19. listopadu 1997 – 5. prosince 1997), velitel mise
- STS-99 Endeavour (11. února 2000 – 22. února 2000), velitel